# Carl August Dohrn
Carl August Dohrn (ur. 27 czerwca 1806 w Szczecinie, zm. 10 maja 1892 tamże) – niemiecki przyrodnik, entomolog i tłumacz literatury pięknej.
W latach 1842–1887 prezes Stettiner Entomologische Verein, redaktor naczelny czasopisma „Stettiner Entomologische Zeitung”, a w latach 1846–1866 także „Linnaea entomologica”. Ojciec entomologów Heinricha (1838–1913) i Antona (1840–1909).

## Życiorys
Urodził się 27 czerwca 1806 roku w Szczecinie ; syn Heinricha (1769–1852), bogatego kupca, szczecinianina od 1790 roku. Dzieciństwo spędził w Szczecinie i okolicach. Podczas letnich pobytów w rodzinnej posiadłości w Binow zbierał okazy owadów i rozwinął zainteresowanie entomologią.
W wieku lat 16 ukończył gimnazjum w Szczecinie i rozpoczął studia prawnicze na uniwersytecie Humboldtów w Berlinie . Podczas studiów rozwijał zainteresowania muzyczne i literackie, utrzymując kontakty z Felixem Mendelssohnem (1809–1847) i Heinrichem Dornem (1769–1852). Po studiach wrócił do rodzinnego miasta, gdzie rozpoczął pracę jako referendarz . Wkrótce jednak ponownie wyjechał wskutek konfliktu z ojcem, który nie akceptował jego wyboru przyszłej małżonki . Przebywał w Monachium, Paryżu i Berlinie, lecz w końcu za namową Alexandra von Humboldta (1769–1859) pojednał się z rodziną i wrócił do Szczecina .
Następnie zainteresował się kupiectwem i pracą dla firmy ojca, który sfinansował mu naukę zawodu . Dohrn nauczył się wówczas francuskiego, hiszpańskiego, angielskiego i włoskiego, i odbył podróże do Norwegii, Szwecji, Francji, Włoch, Algierii, Hiszpanii i Brazylii . Podczas tych podróży ponownie zbierał okazy chrząszczy oraz zaczął kolekcjonować pieśni ludowe .
Do Szczecina powrócił w 1837 roku, gdzie zajął się tłumaczeniem literatury hiszpańskiej, wydając cztery tomy przekładów dramatów oraz niektórych mniej znanych komedii Calderona (1600–1681) . W tym samym roku zawarł związek małżeński z Adelheid Dietrich (1804–1883), która w końcu uzyskała akceptację ojca . Para doczekała się trzech synów – Heinricha (1838–1913), Antona (1840–1909) i Wilhelma, oraz córki Annę . Jego prawnukiem (wnukiem córki) był dyrygent Wilhelm Furtwängler (1886–1954) .
Dohrn wkrótce zaangażował się w działalność entomologiczną w ramach założonego w 1837 roku Stettiner Entomologische Verein . Po śmierci pierwszego prezesa towarzystwa Wilhelma Schmidta (1805–1843) objął jego kierownictwo . W latach 1843–1887 był redaktorem naczelnym czasopisma „Stettiner Entomologische Zeitung”, a w latach 1846–1866 także „Linnaea entomologica” . Współpracował z wieloma badaczami niemieckimi i zagranicznymi . Wielokrotnie odwiedzał Anglię, m.in. w 1852 roku wraz z Philippem Christophem Zellerem (1808–1883), w 1854 roku z Carlem Henrikem Bohemanem (1796–1868) i w 1857 roku z Hermannem Augustem Hagenem. Zgromadził obszerne zbiory okazów chrząszczy. W 1887 roku, w wieku 81 lat, zrezygnował ze stanowiska prezesa szczecińskiego towarzystwa entomologicznego, a nowym prezesem został jego syn Heinrich .
Zmarł 10 maja 1892 roku w Szczecinie . Spadkobiercy przekazali jego kolekcję chrząszczy i obszerną bibliotekę na rzecz miasta Szczecina .

## Publikacje
- 1855 – Catalogus Coleopterorum Europae[5]
- 1859 – Catalogus Hemipterorum[5]

## Członkostwa, wyróżnienia i odznaczenia
- 1855 – członek Royal Entomological Society of London (honorowy członek od 1885 roku)[8]
- 1862 – tytuł doktora honoris causa Uniwersytetu Albertyna w Królewcu[5]
- 1882 – członek Niemieckiej Akademii Przyrodników Leopoldina (niem. Deutsche Akademie der Naturforscher Leopoldina)[9]

## Upamiętnienie
Na cześć Carla Augusta Dohrna nazwano jeden z gatunków chrząszczy z rodzaju Anillinus z rodziny biegaczowatych – Anillinus dohrni.